# (III)
Pour les articles homonymes, voir III.
Albums de Crystal Castles
Crystal Castles
(2010)
Singles
1. Plague
Sortie : 25 juillet 2012
2. Wrath of God
Sortie : 26 septembre 2012
3. Affection
Sortie : 31 octobre 2012

(III) est le troisième album studio du groupe de musique électronique canadien Crystal Castles. L'album est sorti le 5 novembre 2012 en téléchargement et le 6 novembre 2012 en CD sous le label Fiction. Les morceaux Plague et Wrath of God ont été diffusés en pré-release sur le site SoundCloud dès juillet et septembre 2012.

## Titres
| No  | Titre                 | Durée |
| --- | --------------------- | ----- |
| 1.  | Plague                | 4:56  |
| 2.  | Kerosene              | 3:12  |
| 3.  | Wrath of God          | 3:07  |
| 4.  | Affection             | 2:37  |
| 5.  | Pale Flesh            | 3:00  |
| 6.  | Sad Eyes              | 3:27  |
| 7.  | Insulin               | 1:47  |
| 8.  | Transgender           | 3:05  |
| 9.  | Violent Youth         | 4:22  |
| 10. | Telepath              | 3:55  |
| 11. | Mercenary             | 2:39  |
| 12. | Child I Will Hurt You | 3:33  |

## Crédits
Groupe
- Alice Glass - chant
- Ethan Kath - mixage, producteur

Autres
- Alex Bonenfant
- Lexxx
- Jeremy Glover
- Jacknife Lee

## Charts

### Classements
| Classement (2012)                       | Position |
| --------------------------------------- | -------- |
| Australie (ARIA Charts)                 | 74       |
| Australie Australian Dance Albums Chart | 7        |
| Belgique (Ultratop 50) (Flandres)       | 116      |
| Belgique (Ultratop 50) (Wallonie)       | 134      |
| États-Unis (Billboard 200)              | 77       |
| États-Unis Dance/Electronic Albums      | 2        |
| États-Unis Heatseekers Albums           | 1        |
| Irlande (Irish Albums Chart)            | 93       |
| Royaume-Uni (UK Albums Chart)           | 63       |

### Classement de fin d'année
| Classement (2012)                         | Position |
| ----------------------------------------- | -------- |
| Australie (Australian Dance Albums Chart) | 46       |

## Historique des sorties
| Region      | Date             | Label                                          | Format                 |
| ----------- | ---------------- | ---------------------------------------------- | ---------------------- |
| Allemagne   | 7 novembre 2012  | Universal Music                                | Téléchargement         |
| Pays-Bas    | 7 novembre 2012  | Universal Music                                | Téléchargement         |
| Irlande     | 7 novembre 2012  | Fiction Records, Polydor Records               | Téléchargement         |
| Royaume-Uni | 7 novembre 2012  | Fiction Records, Polydor Records               | Téléchargement         |
| États-Unis  | 7 novembre 2012  | Casablanca Records, Universal Republic Records | Téléchargement         |
| Australie   | 8 novembre 2012  | Shock Records                                  | Téléchargement         |
| Canada      | 8 novembre 2012  | Last Gang Records                              | LP, CD, téléchargement |
| États-Unis  | 8 novembre 2012  | Casablanca Records, Universal Republic Records | CD                     |
| Pays-Bas    | 8 novembre 2012  | Universal Music                                | CD                     |
| Allemagne   | 9 novembre 2012  | Universal Music                                | CD                     |
| Irlande     | 9 novembre 2012  | Fiction Records, Polydor Records               | CD                     |
| Royaume-Uni | 12 novembre 2012 | Fiction Records, Polydor Records               | CD                     |
| Australie   | 16 novembre 2012 | Shock Records                                  | CD                     |

## Pochette
La pochette de (III) est une version modifiée d'une photographie de l'artiste américain Samuel Aranda, récompensé du prix World Press Photo en 2011. Cette photo représente une femme tenant son fils blessé pendant la révolution yéménite.